# Кімната для печалі (збірка оповідань)
«Кімната для печалі» – нова збірка сюжетно не пов’язаних між собою оповідань Андрія Любки, що був виданий літературною корпорацією Meridian Czernowitz у 2016 році 

## Структура та сюжет
В збірку входять 11 оповідань, однак її можна вважати й романом, якщо прийняти тезу, що головним героєм цього роману є самотність. Покинуті, ревниві, зовсім юні й поглинуті спогадами про вже прожите життя – усі ці люди на межі відчаю знаходять власне місце для плекання туги, кімнату для печалі, захисну мушлю. Знаходять, бо знають: саме самотність – найприродніший стан людини.

## Андрій Любка про збірку «Кімната для печалі»
«Після «Карбіда» мені захотілося написати абсолютно несподівану книжку, – розповідає Андрій Любка. – Якщо та була веселою й кримінальною, то «Кімната для печалі» – це таке саудаде й фадо, ностальгія й меланхолія. Здається, ці оповідання за настроєм найближче до моїх віршів. Щось на кшталт «Ти прокинешся зранку в кімнаті для печалі і скажеш: ця твоя здорова їжа колись мене вб’є» 

## Номінації
Збірку Андрія Любки “Кімната для печалі” номінували на премію “Книга року ВВС-2016 в Україні” 

## Видання
Кімната для печалі / Андрій Любка  . – Чернівці : Книги – XXI ; Meridian Czernowitz, 2016. – 192 с. ISBN: 978-617-614-148-8